# Словакия на «Евровидении»
Словакия участвовала на Евровидении восемь раз, начиная с 1994. Была попытка участия в 1993, после провозглашения независимости, но тогда Словакия не прошла отбор. В трех финалах, где Словакия принимала участие, лучшим результатом стало 18 место, которое она заняла в 1996 году. Из-за плохих результатов страна была вынуждена пропускать один год после каждого конкурса. А затем в 2000 году было решено не возвращаться после пропуска конкурса 1999 года.
Словакия впервые выступила на конкурсе в 1994 году и после трех участий покинула его в 1998 году. Дебют Словакии был запланирован на 1993 год, но в связи с увеличением числа стран было решено провести полуфинал, который страна не прошла. Поэтому пришлось ждать ещё один год. Elán и песня «Amnestia na neveru» были заявлены от Словакии в этом году.
Программный директор Slovenská Televízia (STV) Петер Липтак заявил 11 мая 2006 года, что STV планирует вернуться на Евровидение в 2008 году. Но из-за отсутствия денежных средств этого не происходит. Однако, Словакия возвращается на конкурс в 2009 году после десятилетнего перерыва.
С 1994 по 1998 STV используется закрытый отбор исполнителя для конкурса. Но в 2009 году был проведен большой открытый отбор участника Евровидения 2009 от Словакии. После нескольких полуфиналов 8 марта 2009 года состоялся финал. На нём победили Kamil Mikulčík & Nela Pocisková с песней «Leť tmou».
STV подтвердил намерение участвовать в Евровидении 2010. Таким образом, Словакия стала первой страной, подтвердившей участие в 2010 году. Подготовка к конкурсу началась вскоре после окончания Евровидения 2009.
После провала на Евровидении 2012 в Баку (Азербайджан) Словакия официально отказалась от участия в последующих конкурсах. 12 апреля 2016 года представители национального вещателя RTVS (Rozhlas a televízia Slovenska) пояснили, что отсутствие страны на конкурсе с 2012 года связано с расходами на участие в нём и назвали более приоритетным финансирование словацкого телепроизводства.
После избрания нового руководителя RTVS в 2025 году, появилась информация о возможном возвращении Словакии на Евровидение. Изначально Словакия планировала вернуться в 2026, однако отказалась, не исключая возможного возвращения в дальнейшем.
За 3 года участия в финале Словакия получила 42 балла, а в полуфинале (за исключением 1993 и 1996 года) — 102 балла.

## Участники
| Год         | Место проведения   | Исполнитель                     | Язык               | Песня                   | Перевод                  | Финал              | Финал              | Полуфинал           | Полуфинал           |
| Год         | Место проведения   | Исполнитель                     | Язык               | Песня                   | Перевод                  | Место              | Баллы              | Место               | Баллы               |
| ----------- | ------------------ | ------------------------------- | ------------------ | ----------------------- | ------------------------ | ------------------ | ------------------ | ------------------- | ------------------- |
| 1993        | Милстрит           | Elán                            | Словацкий          | «Amnestia na neveru»    | «Амнистия за неверие»    | Не прошли          | Не прошли          | 4                   | 50                  |
| 1994        | Дублин             | Tublatanka                      | Словацкий          | «Nekonečná Pieseň»      | «Бесконечная песня»      | 19                 | 15                 | Полуфиналов не было | Полуфиналов не было |
| 1995        | Дисквалифицирована | Дисквалифицирована              | Дисквалифицирована | Дисквалифицирована      | Дисквалифицирована       | Дисквалифицирована | Дисквалифицирована | Дисквалифицирована  | Дисквалифицирована  |
| 1996        | Осло               | Марсель Палондер                | Словацкий          | «Kým Nás Máš»           | «Пока у тебя есть мы»    | 18                 | 19                 | 17                  | 36                  |
| 1997        | Дисквалифицирована | Дисквалифицирована              | Дисквалифицирована | Дисквалифицирована      | Дисквалифицирована       | Дисквалифицирована | Дисквалифицирована | Дисквалифицирована  | Дисквалифицирована  |
| 1998        | Бирмингем          | Катарина Гаспрова               | Словацкий          | «Modlitba»              | «Молитва»                | 21                 | 8                  | Полуфиналов не было | Полуфиналов не было |
| 1999        | Дисквалифицирована | Дисквалифицирована              | Дисквалифицирована | Дисквалифицирована      | Дисквалифицирована       | Дисквалифицирована | Дисквалифицирована | Дисквалифицирована  | Дисквалифицирована  |
| 2000 - 2008 | Не участвовала     | Не участвовала                  | Не участвовала     | Не участвовала          | Не участвовала           | Не участвовала     | Не участвовала     | Не участвовала      | Не участвовала      |
| 2009        | Москва             | Камил Микулчик и Нела Поцискова | Словацкий          | «Leť tmou»              | «Полёт через темноту»    | Не прошли          | Не прошли          | 18                  | 8                   |
| 2010        | Осло               | Кристина Пелакова               | Словацкий          | «Horehronie»            | «Долина Хрона»           | Не прошла          | Не прошла          | 16                  | 24                  |
| 2011        | Дюссельдорф        | TWiiNS                          | Английский         | «I'm Still Alive»       | «Я всё ещё жива»         | Не прошли          | Не прошли          | 13                  | 48                  |
| 2012        | Баку               | Макс Джейсон Май                | Английский         | «Don't Close Your Eyes» | «Не закрывай свои глаза» | Не прошёл          | Не прошёл          | 18                  | 22                  |
| 2013 - 2025 | Не участвовала     | Не участвовала                  | Не участвовала     | Не участвовала          | Не участвовала           | Не участвовала     | Не участвовала     | Не участвовала      | Не участвовала      |